# 宮城県道169号川渡停車場線
宮城県道169号川渡停車場線（みやぎけんどう169ごう かわたびていしゃじょうせん）は、かつて存在した宮城県大崎市のJR陸羽東線 川渡温泉駅と旧国道47号とを結ぶ一般県道である。

## 路線概要
- 起点：川渡温泉駅
- 終点：大崎市鳴子温泉名生定
- 実延長：79.0 m[1]
実延長（当時）は、宮城県の県道としては宮城県道174号田尻停車場線、宮城県道154号北浦停車場線に次いで3番目に短かった。

旧国道47号が市道に格下げになったため孤立する県道となっていたが、2019年3月29日に県道としては廃止になった。

## 通過する自治体
- 宮城県
  - 大崎市

## 接続する道路
- 旧国道47号（川渡バイパス開通に伴い市道に格下げ）

## 周辺
- 名生定簡易郵便局